# Peter Meyer (Musiker, um 1984)
Peter Meyer (* um 1984 in Visbek) ist ein deutscher Fusion- und Jazzmusiker (Gitarre, Komposition).

## Leben und Wirken
Meyer schrieb zunächst mit seinem bassspielenden Bruder Bernhard als Jugendlicher erste eigene Stücke, die sie mit ihrer ersten Band Sideways, einem Gitarrentrio mit Schlagzeug, aufführten. Er lebt seit 2004 in Berlin, wo er am Jazz-Institut Berlin bei Kurt Rosenwinkel studierte.
Gemeinsam mit seinem Bruder Bernhard und Schlagzeuger Moritz Baumgärtner betreibt er seit 2010 das als „Power-Trio“ gelobte Melt Trio, dessen erste drei Alben Melt, Hymnolia und Stroy jedes Mal für den Echo Jazz nominiert wurden. Mit seinem Bruder, dem Saxophonisten Timo Vollbrecht und Schlagzeuger Hanno Stick improvisierte er Electro Jazz in der MSV Brecht (Urwaldallee, 2009, Hippie Songs, 2012). Anfang 2018 veröffentlichte das gemeinsame Quartett Other Animal der Meyer-Brüder sein gleichnamiges Debütalbum, das im Down Beat ausführlich vorgestellt wurde. Außerdem ist er ein langjähriges Mitglied in der Band von Sängerin Lea W. Frey. Weiterhin spielte er in der Indie-Rock-Band des australischen Songwriters Dan Freeman (I Lie a Lot, 2011), war Mitglied der Bands von Johanna Borchert und Carlos Bica und trat im Duo mit Héloïse Lefebvre sowie im Trio mit Christoph Möckel und Andi Haberl auf.

## Diskographische Hinweise
- MSV Brecht: Urwaldallee (JazzHausMusik 2009, mit Timo Vollbrecht, Bernhard Meyer, Hanno Stick)
- Melt Trio: Stroy (Traumton 2016, mit Bernhard Meyer und Moritz Baumgärtner)[3]
- Johanna Borchert: Love or Emptiness (Yellowbird 2018, mit Jonas Westergaard, Moritz Baumgärtner)
- Other Animal (Traumton 2018, mit Wanja Slavin, Bernhard Meyer, Jim Black)[4]
- Melt Trio + Jan Bang (Traumton 2019)